# 4.º Ejército del Aire (Japón)
El 4.º Ejército del Aire era una fuerza del Servicio Aéreo del Ejército Imperial Japonés. Formado en Rabaul en junio de 1943, formado por las 6.ª y 7.ª Divisiones Aéreas. El ejército aéreo fue responsable de cubrir las áreas de operaciones de las Islas Salomón, la Nueva Guinea Neerlandesa y Territorios de Papúa y Nueva Guinea. La sede estaba en Rabaul.